# لوسيان مولر
لوسين مولر (بالفرنسية: Lucien Muller)‏، من مواليد 3 سبتمبر 1934، لاعب كرة قدم فرنسي سابق، ومدرب كرة قدم فرنسي سابق.
لعب مع منتخب فرنسا لكرة القدم في عام 1959 و1966، وشارك معهم في 16 مباراة وسجل 3 أهداف. ومن أشهر الأندية التي دربها نادي برشلونة الذي دربة لمدة عام 1978/ 1979 .

## روابط خارجية
- لوسيان مولر على موقع قاعدة بيانات كرة القدم.إي يو (الإنجليزية)
- لوسيان مولر على موقع ناشيونال فوتبول تيمز (الإنجليزية)
- لوسيان مولر على موقع عالم كرة القدم.نت (الإنجليزية)